# Velderheide
Het bosgebied Velderheide of "Heksenkuil" is gelegen in het noorden van Beerse, vlak bij het stort. Het gebied van 12 ha groot wordt gekenmerkt door enkele kleiputten, een kunstmatig vennetje en een gemengd bos.

## Geschiedenis
Het domein maakte vroeger deel uit van de abtsheide, gelegen in het noorden van Beerse, ongeveer 900 ha groot. In 1311 schonk Jan II van Brabant de abtsheide aan de Sint-Michielsabdij van Antwerpen. Het was een uitgestrekte vlakte met landduinen, vennen en moerassen.
In 1666 kocht de gemeente Beerse de abtsheide. De inwoners mochten er de schapen laten grazen, heide maaien, turf steken...
In 1772 vaardigde keizerin Maria Theresia een ordonnantie uit, welke de gemeente verplichtte de woeste gronden te ontginnen of te verkopen voor ontginning.
In 1820/1823 werden door de gemeente Beerse gronden en heide verkocht voor ontginning. In 1845 werd het kanaal Dessel-Schoten gegraven dat ook door Beerse loopt. Langs dit kanaal werden verschillende steenfabrieken opgericht en in de onmiddellijke omgeving van deze steenfabrieken werden (en worden nog steeds) kleiputten gegraven. In het domein zijn nog een aantal van die oude kleiputten te bezichtigen.

## Beheer
- Afdeling Bos en Groen

## Eigendom
Gemeente Beerse